# Synagoga Rafała Landau w Łodzi
Synagoga Rafała Landau w Łodzi – prywatny dom modlitwy znajdujący się w Łodzi przy ulicy Północnej 11.
Synagoga została zbudowana w 1891 roku z inicjatywy Rafała Landau. Podczas II wojny światowej hitlerowcy zdewastowali synagogę.